# Historia de las aplicaciones P2P
La historia de las aplicaciones P2P es la descripción de la creación y desarrollo de los programas y redes informáticas P2P; además de los conceptos asociados.

## El inicio
La primera aplicación P2P (Peer-to-peer, o entre pares) fue Hotline Connect, desarrollada en 1996 para el sistema operativo Mac OS por el joven programador australiano Adam Hinkley [cita requerida]. Hotline Connect, distribuido por Hotline Communications, pretendía ser una plataforma de distribución de archivos destinada a empresas y universidades, pero no tardó en servir de intercambio de archivos de casi todo tipo, incluyendo contenido ilegal o pornográfico. Sin embargo, también se podían compartir archivos de contenido libre de distribución. El sistema Hotline Connect estaba descentralizado, puesto que no utilizaba servidores centrales, sino completamente autónomos: los archivos se almacenaban en los ordenadores de los usuarios que deseaban funcionar como servidores, y permitían, restringían o condicionaban la entrada al resto de usuarios, los clientes. En caso de que un servidor se cerrase, no existía ningún otro lugar del cual seguir descargando ese mismo archivo, y no quedaba más remedio que cancelar la descarga y empezar de cero en otro servidor.
Este sistema, bien planteado en el que cada usuario dependía de un único servidor, no tardó en quedar obsoleto. Por otra parte, al ser una aplicación desarrollada fundamentalmente para una plataforma minoritaria como Mac OS, no atrajo la atención de la prensa generalista. Esto cambió con el nacimiento de Napster en 1999[cita requerida], a quien erróneamente se suele atribuir la invención del P2P. Aunque las transferencias de los archivos tenían lugar directamente entre dos equipos, Napster utilizaba servidores centrales para almacenar la lista de equipos y los archivos que proporcionaba cada uno, con lo que no era una aplicación perfectamente P2P. Aunque ya existían aplicaciones que permitían el intercambio de archivos entre los usuarios, como IRC y Usenet, Napster se presentó como la primera aplicación para PC especializada en los archivos de música mp3.
El resultado fue un sistema que presentaba una gran selección de música para descargar de forma gratuita. El hecho de que Napster fuera un servicio centralizado resultó su perdición. En diciembre de 1999, varias discográficas estadounidenses demandaron a Napster, y también músicos reconocidos como Lars Ulrich, batería del grupo Metallica, reclamaron su cierre[cita requerida]. La demanda, lejos de asustar a los usuarios, dio publicidad al servicio, de forma que en febrero de 2001 Napster había llegado a su cima con 13,6 millones de usuarios en todo el mundo[cita requerida]. 
Muchos argumentaron que el cierre de Napster solo llevaría al surgimiento de otras aplicaciones similares de intercambio de archivos[cita requerida]. El juez dictó el cierre de Napster en julio de 2001[cita requerida]. Después de esa fecha, Napster se transformó en un servicio de pago[cita requerida], a costa de ser prácticamente olvidado por la comunidad internauta.
Durante un tiempo, el intercambio de archivos fue a la deriva. Existían ya bastantes alternativas. Al principio se seguía usando Napster mediante servidores no oficiales (usando OpenNap, por ejemplo) a los que se podía acceder gracias a un programa llamado Napigator[cita requerida]. También surgieron programas como Winmx (cerrado en 2005 por amenazas de la RIAA), e iMesh[cita requerida]. 
Después se estableció como líder P2P Audiogalaxy[cita requerida], otra aplicación centralizada de intercambio de música, que acabó también por orden judicial. Por otra parte, la RIAA (la asociación estadounidense de discográficas) tomó estas resoluciones judiciales[cita requerida] como victorias importantes encaminadas a acabar con la llamada "piratería".

## El camino hacia el presente
Acabar con las redes centralizadas era relativamente sencillo, pues bastaba con cerrar el servidor que almacena las listas de usuarios y archivos compartidos. Pero tras el cierre de cada servidor surgieron otras aplicaciones más modernas, y particularmente como gran logro fue la creación de redes descentralizadas, que no dependen de un servidor central, y por tanto no tienen constancia de los archivos intercambiados. 
Clientes nuevos y la aparición de la red Gnutella[cita requerida], fueron sustituyendo a Napster y Audiogalaxy, entre otros. Luego, en el año 2002, se dio un éxodo masivo de usuarios hacia las redes descentralizadas, como Kazaa, Grokster, Piolet y Morpheus[cita requerida]. También están Ares y Ares Lite, libres de spyware y que usan la red Ares Galaxy.
La RIAA intentó, también por la vía judicial, acabar con los nuevos servicios descentralizados, y que permitían compartir varios tipos de archivos (no solo mp3), pero Grokster y Morpheus ganaron sus juicios en abril de 2003[cita requerida].
Luego apareció eDonkey 2000 (ya existía en el 2001 pero no era popular)[cita requerida], esta aplicación que se mantuvo junto a Kazaa como líder del movimiento P2P. Más tarde, la aparición de otros clientes basados en el protocolo de eDonkey 2000, como Lphant, Shareaza, eMule y sus Mods, y otros menos conocidos como aMule y MLDonkey para Linux, causó el progresivo declive del programa original eDonkey 2000. Más bien se dejó de usar porque lo reemplazó el eMule y sus Mods.
Otro paso importante lo marcó el protocolo BitTorrent, que pese a tener muchas similitudes con eDonkey 2000 proporciona, según los desarrolladores, una mayor velocidad de descarga, pero a costa de una menor variedad y longevidad de archivos en la red[cita requerida].
Otros importantes hitos han sido el uso de Kademlia y del Webcaché[cita requerida].

## Realidad, legalidad y servicio de las Redes P2P
Contrario a lo que con frecuencia se dice de estas redes, son un instrumento adecuado para distribuir o compartir material inédito a quien se quiera: si yo hago una fotografía y me gustó como quedó tengo la libertad de compartirla con quien quiera descargarla, es una forma de intercambiar archivos similar al intercambio en los mensajeros (messengers), solo que se regala a cualquier persona. No necesariamente debe ser una obra creada por una discográfica como se quiere pensar. Por otro lado, no todo el contenido posee copyright o derechos de Autor.
Existen los contenidos (texto, audio, vídeo, software, imagen, etc.) con licencia libre que pueden ser descargados, distribuidos, compartidos, modificados, estos son los que utilizan algunas de las siguientes licencias (legalmente establecidas):
- Licencia GNU
- Licencia Creative Commons
- Licencia Copyleft,

Las cuales permiten (y más aún incentivan) la libre distribución de contenido de una obra propia. Las obras creadas por artistas o usuarios bajo estas licencias son hechas para poder ser compartidas a cualquier persona, cuantas más mejor, y las redes P2P son uno de los mejores instrumentos para esto.
Cualquier intento de bloqueo legal a las redes P2P es una clara violación al derecho y a las libertades que poseen los ciudadanos de poder hacer lo que se quiera con una obra creada por él mismo, la cual no tiene porque tener una licencia para poder compartirse.

## Leyes, condenas y acciones contra las descargas vía P2P
La RIAA, SGAE, MPA y otros no solo han optado por llevar a juicio a los creadores de los programas de intercambio de archivos, sino que también han realizado algunas acciones en contra de sus usuarios. En septiembre de 2003, la RIAA demandó a 261 internautas por copiar música de manera ilegal según su legislación. Resultó particularmente polémico que, entre esos 261 internautas, se encontrara una niña de 12 años , que acabó condenada a pagar 2000 dólares por compartir cerca de mil canciones. También ha habido acciones legales en contra de sitios web que almacenan y permiten buscar elinks, Torrents, archivos NZB (para grupos de news) y otros links de P2P.
También se ha implementado el uso de servidores fakes. Un servidor fake se caracteriza porque en realidad no está dedicado verdaderamente a actuar como servidor de la red eDonkey 2000, sino que intenta obtener información de los clientes que a él se conectan (para posibles pleitos posteriores) o contaminar la red con elinks falsos, corruptos, o simplemente llenos de basura. Como ejemplo cabe destacar los servidores Razorback 2.2, 2.3, ..., 2.6, que aparecieron "un buen día" al calor del éxito de Razorback 2.0 y 2.1.
En el 2006, los servidores verdaderos Razorback 2.0 y 2.1 fueron cerrados por acciones legales de la Motion Picture Association (MPA) . Razorback 2 era el servidor más importante de la red P2P de eDonkey 2000, albergaba 3 millones de usuarios diarios, y manejaba más de 1,3 millones de conexiones simultáneamente, indexando más de 170 millones de archivos; actualmente los responsables de Razorback 2 se disponen a reabrir el servidor. Sin embargo, a pesar del cierre de estos servidores, solo se logró que los usuarios se cambiaran a otros servidores de la red eDonkey 2000, y que se diera a conocer mucho más la red Kademlia.
El 12 de septiembre de 2006, MetaMachine, la compañía propietaria de eDonkey, se comprometió con la RIAA a pagar una multa de U$S 30 millones en un acuerdo extrajudicial, para evitar posibles demandas de la industria discográfica; debido a esto, en el sitio web de eDonkey se colocó un aviso que informa sobre la ilegalidad de compartir música y vídeos que tengan copyright'. Asimismo, el programa cliente, eDonkey 2000 dejó de funcionar, desplegando este mismo mensaje e iniciando su desinstalación automáticamente. No obstante, la red eDonkey 2000 no pudo ser cerrada, y sigue funcionando hasta la actualidad debido a otros programas como eMule, MLDonkey, etc.
Respecto al protocolo BitTorrent, también ha habido algunas acciones en contra de este protocolo. En 2006, a finales de marzo, TorrentPluribrain, un buscador de Torrents para el escritorio creado por Fernando Saiz, tuvo que cesar la actividad de sus servidores debido a una denuncia interpuesta en el nombre de la Société Civile des Producteurs Phonographiques de París ya que pese a que su desarrollador es español, los servidores estaban localizados en Francia.
Así a lo largo de la historia, las demandas solo han llevado a los usuarios habituales a cambiar a programas P2P con tecnologías más difíciles de detener, y el número de usuarios no ha disminuido. Además el número de aplicaciones para descargar música basadas en P2P, no han parado de aumentar.